# St. Peter (Münster)

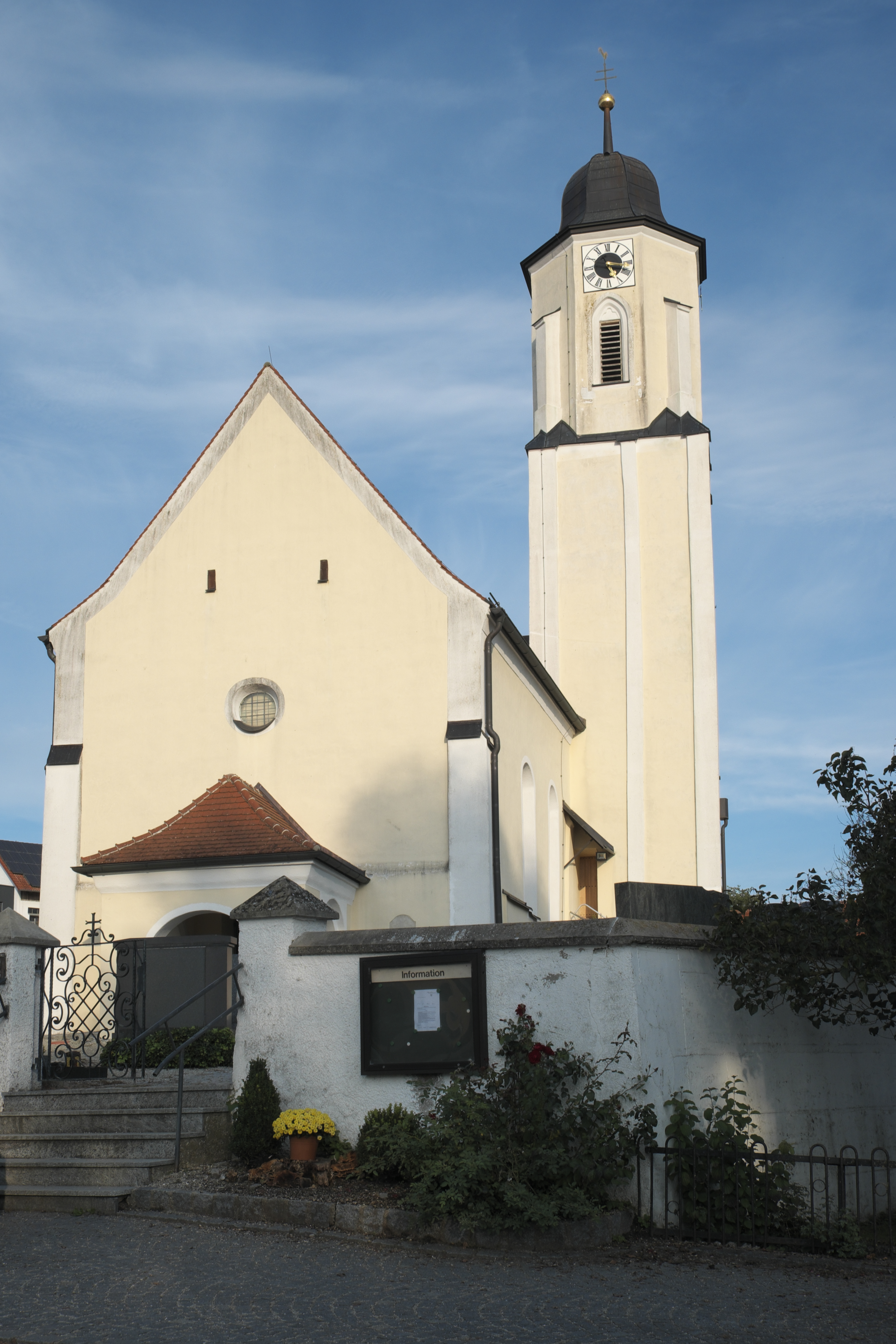
Filialkirche St. Peter

Die römisch-katholische Filialkirche St. Peter in Münster, einem Ortsteil der Stadt Rottenburg an der Laaber im niederbayerischen Landkreis Landshut, ist die „Urkirche“  der Pfarrei Rottenburg an der Laaber und war bis um das Jahr 1300 selbst Pfarrkirche.

## Geschichte
Münster ist der älteste Ort der Pfarrei Rottenburg. Diese ist aus dem dortigen Urkloster der Diözese Regensburg hervorgegangen, welches vermutlich im 8. Jahrhundert von einem Regensburger Bischof gegründet wurde. Münster fiel den Ungarneinfällen und der Säkularisation Herzog Arnulfs I. zum Opfer. Anstelle des Klosters entstand im 11. Jahrhundert durch die Herren von Roning die Pfarrei St. Peter. Unter den niederbayerischen Herzögen wurde der Pfarrsitz um 1300 zunächst von Münster nach Gisseltshausen verlegt, Anfang des 15. Jahrhunderts dann nach Rottenburg.
Die Peterskirche zu Münster hat ihren Ursprung nach Ausweis der Stilmerkmale gegen Ende des 13. Jahrhunderts. Aus dieser Zeit am Übergang zwischen Romanik und Gotik stammen noch die Langhausmauern und der Turmunterbau. Der Chor und der Oberbau des Turmes entstanden in der Spätgotik um 1500. Im Jahr 1786 wurden das Schiff um das westliche Chorjoch erweitert, die Flachdecken in Langhaus und Chor eingezogen, die zuvor spitzbogigen Fensteröffnungen ausgerundet, Sakristei und westliches Vorzeichen erbaut und der Turm mit seiner heutigen Kuppel versehen.
Im Jahr 1838 erhielt die Filialkirche eine Orgel, 1844 ihre Turmuhr und 1848/49 zwei Glocken. 1884 führte das „Atelier für kirchliche Kunst“ der Brüder August und Karl Kraft aus Freising eine Innenrenovierung durch. Davon zeugen bis heute die Altarblätter der Seitenaltäre und die 14 Kreuzwegtafeln. 1904 wurde die heutige Orgel von Ludwig Edenhofer junior aus Deggendorf angeschafft. In den Jahren 1913/14 erfolgte eine umfassende Außen- und Innenrenovierung. In diesem Zuge entstanden auch die Deckenfresken im Langhaus und Chor, die von dem Münchner Kirchenmaler Josef Wittmann geschaffen wurden. 1948 lieferte die Glockengießerei Johann Hahn aus Landshut zwei neue Glocken, nachdem die alten im Zweiten Weltkrieg eingezogen worden waren. Das Äußere des Kirchturms wurde in den 1956 und 1973 erneuert. Im Jahr 1974 erhielt der Kirchturm, der zuvor mit Schiefer gedeckt war, eine Kupferbedachung und eine Blitzschutzanlage. Sieben Jahre später wurde die Kirche mit neuem Gestühl und einer elektrischen Heizung ausgestattet. In den Jahren 2005 bis 2007 erfolgte eine umfassende Renovierung des Turmes, des Dachstuhls und des Innenraums.

## Architektur

### Außenbau
Die Kirche St. Peter ist ein einschiffiger, nach Osten ausgerichteter Saalbau. Das Langhaus umfasst vier Fensterachsen. Daran schließt sich der leicht eingezogene, spätgotische Chor an. Dieser umfasst drei Fensterachsen und ist in drei Achteckseiten geschlossen ist. Der Chorschluss stammt wohl aus der Zeit um 1500; zuvor war der Chor sicher rechteckig. Südlich am Chor wurde 1786 eine zweigeschossige, flachgedeckte Sakristei angebaut. Am östlichen Langhausjoch, an die Sakristei anstoßend, ist der Turm angebaut. Der Bau ist vollständig verputzt.
Am Außenbau wird der Chor durch schwache Dreieckstreben und ein Friesband unter dem Dachansatz gegliedert. Am Chorschluss befinden sich rechteckige, einmal abgesetzte Strebepfeiler, bei denen der obere Absatz übereck gestellt ist. Am alten Teil des Langhauses befinden sich Ecklisenen. Der fünfgeschossige, quadratische Unterbau des Turmes wird von Eck- und Mittellisenen aufgelockert; die Geschosse sind an der Ost- und Südseite durch schwache Gesimse, bestehend aus Kehle und Platte, getrennt. Der kurze oktogonale Oberbau wird durch Eckstreben und ein Friesband unter dem Dachgesims gegliedert. Die Schallöffnungen sind spitzbogig mit Nasen ausgeführt. Den oberen Abschluss des Turmes bildet eine zierliche Kuppel.
Das frühere Südportal, ein romanisches Rundbogenportal in einer rechteckigen Mauerverstärkung, ist heute zugesetzt. Das heutige Westportal mit seiner Vorhalle stammt aus dem Jahr 1786.

### Innenraum

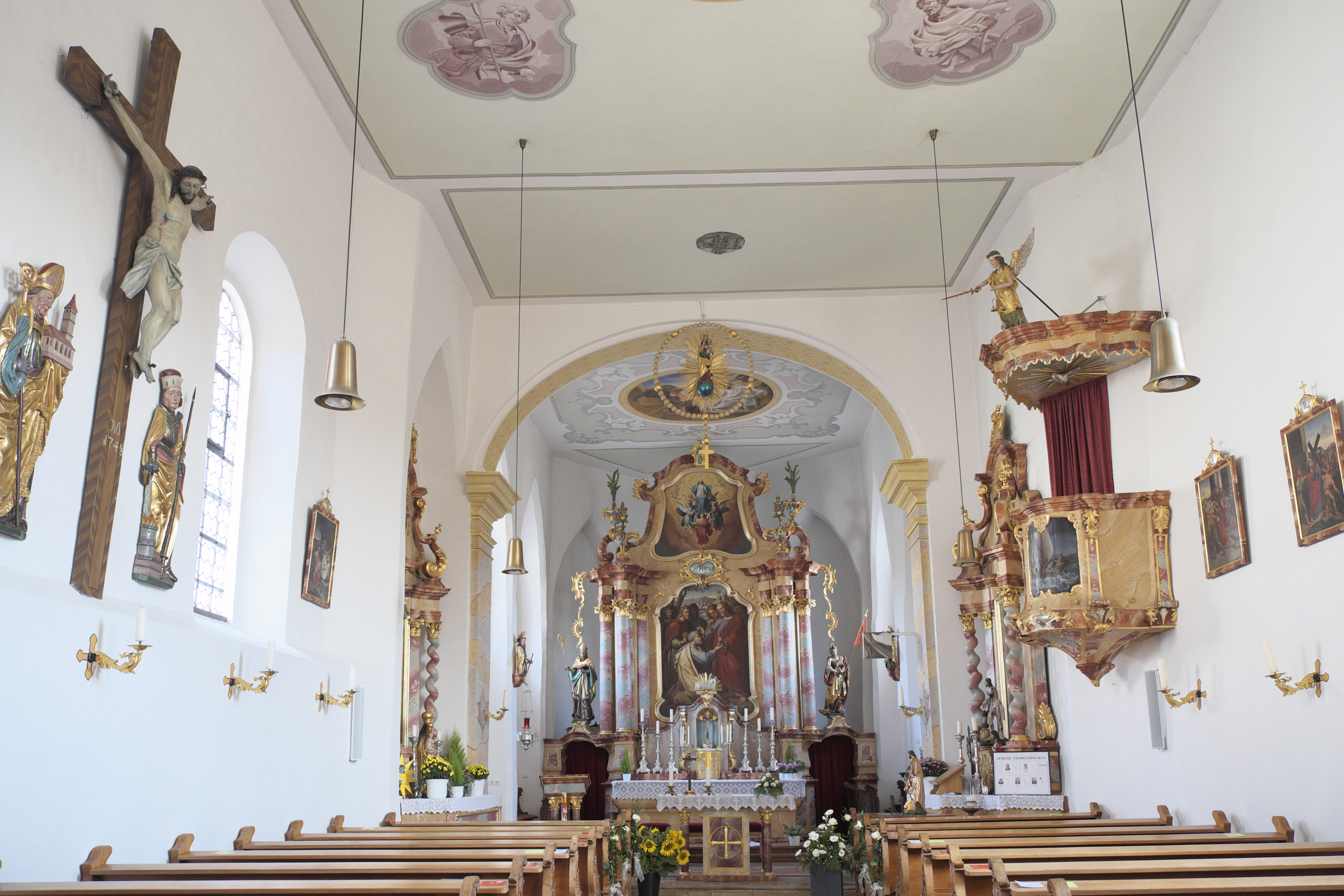
Innenansicht

Im Innenraum wurde bei dem Umbau im Jahr 1786 das Langhaus um ein Joch nach Osten erweitert. Das westliche Chorjoch gehört somit heute zum Langhaus; der mit Pilastern besetzte, runde Chorbogen befindet sich zwischen dem zweiten und dritten Chorjoch von Osten. Der frühere Chorbogen ist beseitigt. An das spätgotische Netzrippengewölbe im Chor erinnern nur noch die gefasten Wandpfeiler und die spitzen Schildbögen. Der Chorraum wird heute von einer Flachdecke überspannt. Die Langhausmauern sind innen über dem unteren Drittel abgesetzt; der untere Teil des Mauerwerks stammt noch aus dem späten 13. Jahrhundert. Ansonsten sind die Wände ungegliedert. Seit 1786 befindet sich auch im Langhaus eine Flachdecke.
Im Erdgeschoss des Turmes befindet sich die frühere Sakristei, in der ein frühgotisches Kreuzgewölbe ohne Rippen aus der Entstehungszeit der Kirche erhalten ist.

## Ausstattung

### Deckengemälde
An der Flachdecke in Chor und Langhaus befinden sich zwei Deckenfresken, die der Kirchenmaler Josef Wittmann 1913 im Nazarenerstil gestaltete. Im Chor ist Jesus als Kinderfreund dargestellt, im Langhaus Die Befreiung Petri aus dem Kerker.

### Hochaltar

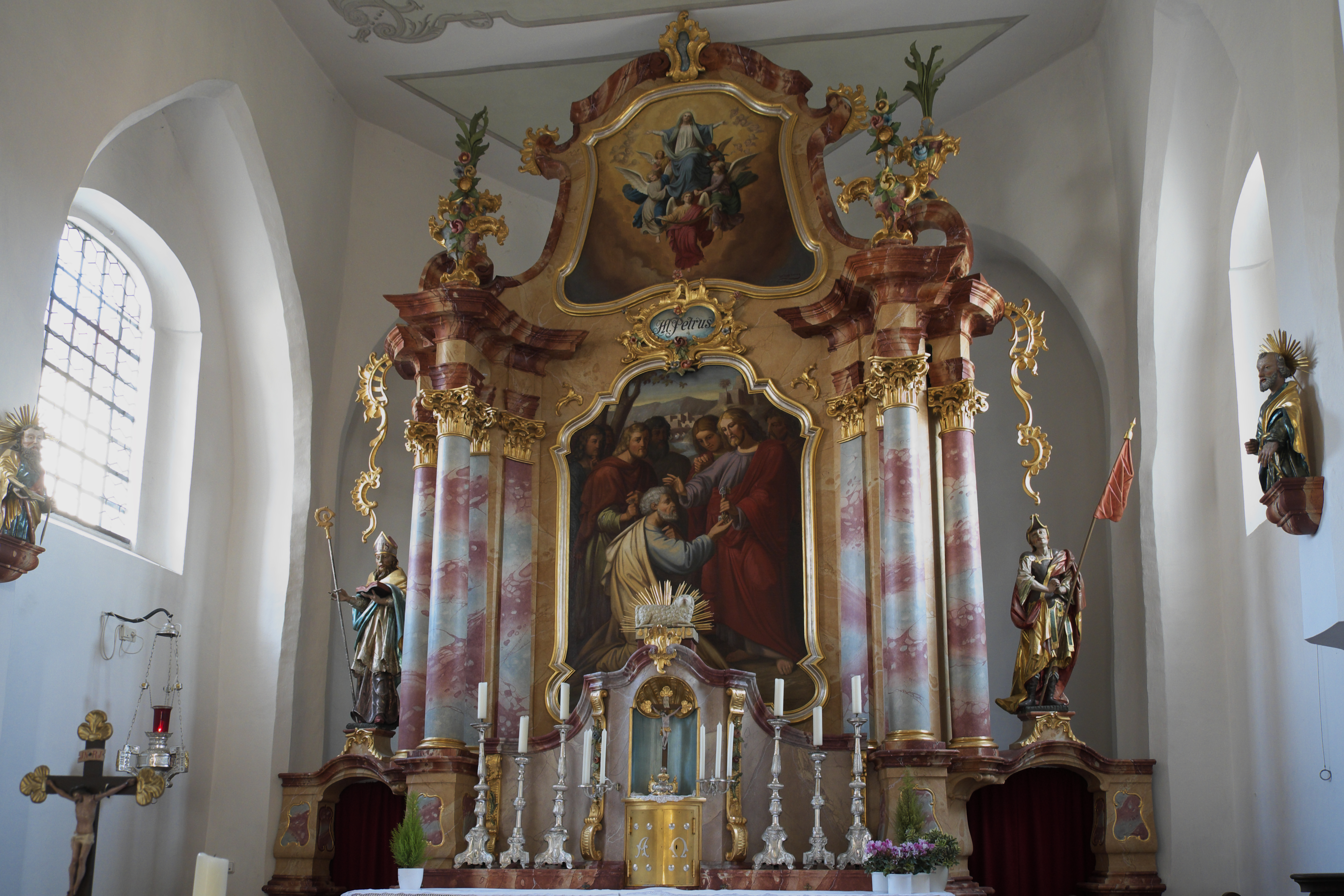
Hochaltar

Der Chorraum wird in der Höhe fast vollständig von dem Hochaltar im Stile des späten Rokoko eingenommen. Dieser wurde 1777 nach dem Visier des Pfeffenhausener Schreiners Hieronymus Schauer angefertigt. Der stattliche Aufbau wird von vier Rundsäulen und vier Pilastern getragen. Diese rahmen den von Volutenpilastern flankierten Tabernakel und das von Ignatius Kauffmann geschaffene Altarblatt mit einer Darstellung der Schlüsselübergabe an den Apostel und Kirchenpatron Petrus. Darüber befindet sich zwischen geschweiftem Gebälk der ebenfalls geschweifte Auszug mit einem Bild der Himmelfahrt Mariens. Über den seitlichen Altardurchgängen stehen links eine Figur des heiligen Wolfgang, rechts der heilige Florian.

### Übrige Ausstattung des Chorraumes
Der Volksaltar und der Ambo, im Stil dem Hochaltar angeglichen, wurden 1982 von der Firma Steininger aus Dingolfing gefertigt. An den Seitenwänden des Chorraums sind Rokoko-Büsten der Apostel Paulus, mit Schwert und Buch (links), und Petrus, mit den Schlüsseln (rechts), angebracht.

### Seitenaltäre

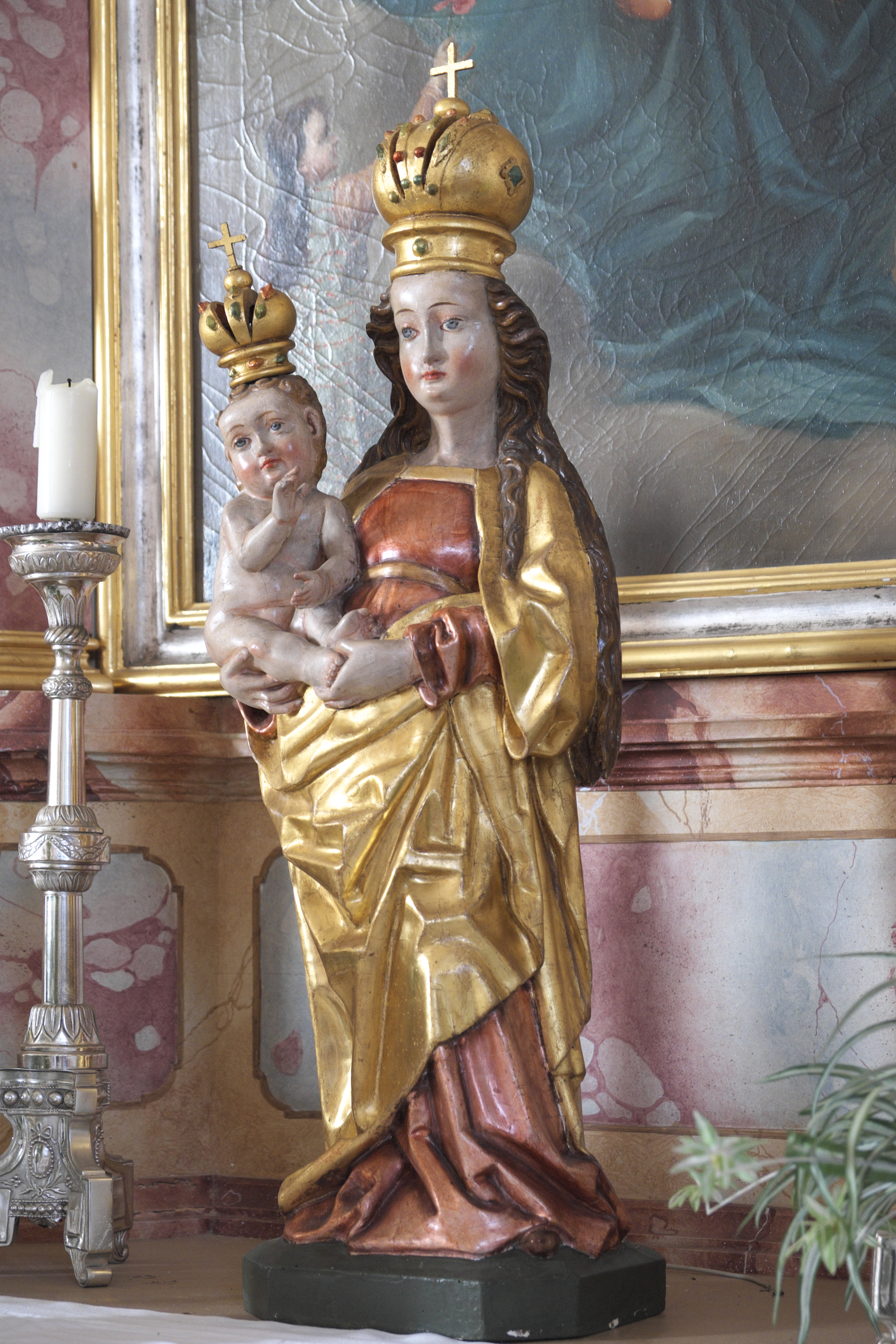
Madonna mit Kind, um 1480

Links und rechts des Chorbogens befinden sich zwei barocke Seitenaltäre mit je zwei Pilastern, zwei gewundenen Säulen und einem Volutenaufsatz aus der Zeit um 1720. Die Altarblätter wurden 1884 gemalt und zeigen Maria mit dem Jesuskind (links) sowie den heiligen Sebastian (rechts). Auf dem linken Seitenaltar befindet sich außerdem eine spätgotische Mutter-Gottes-Figur mit Kind, die aus der Zeit um 1480 stammt.

### Kanzel
Die Kanzel an der südlichen Langhauswand stammt aus der Zeit um 1740 und ist mit Band- und Muschelwerk im Stile des frühen Rokoko verziert. Am Korpus zeigt sie eine gemalte Darstellung des wunderbaren Fischfangs. An der Unterseite des Schalldeckels befindet sich innen eine plastische Darstellung des Heiligen Geistes in Gestalt einer Taube; obenauf ist eine Figur des Erzengels Michael mit Waage zu sehen.

### Übrige Ausstattung des Langhauses
Gegenüber der Kanzel ist ein großes barockes Kruzifix aus Holz angebracht, darunter zwei spätgotische Reliefs aus der Zeit um 1530/40, welche den heiligen Wolfgang und den heiligen Florian darstellen. Die vierzehn Kreuzwegtafeln, ausgeführt als Ölgemälde auf Leinwand in einem Holzrahmen, stammen aus dem Jahr 1884. Am Scheitel des Chorbogens ist eine Rosenkranzmadonna mit Kind angebracht, die auf der Erdkugel stehend dargestellt ist. Die barocken Stuhlwangen wurden 1767 von dem Pfeffenhausener Schreiner Hieronymus Schauer geschaffen. Sie zeigen qualitätvolle Schnitzereien in Form von Muschel- und Schweifwerk im Stile des späten Rokoko.

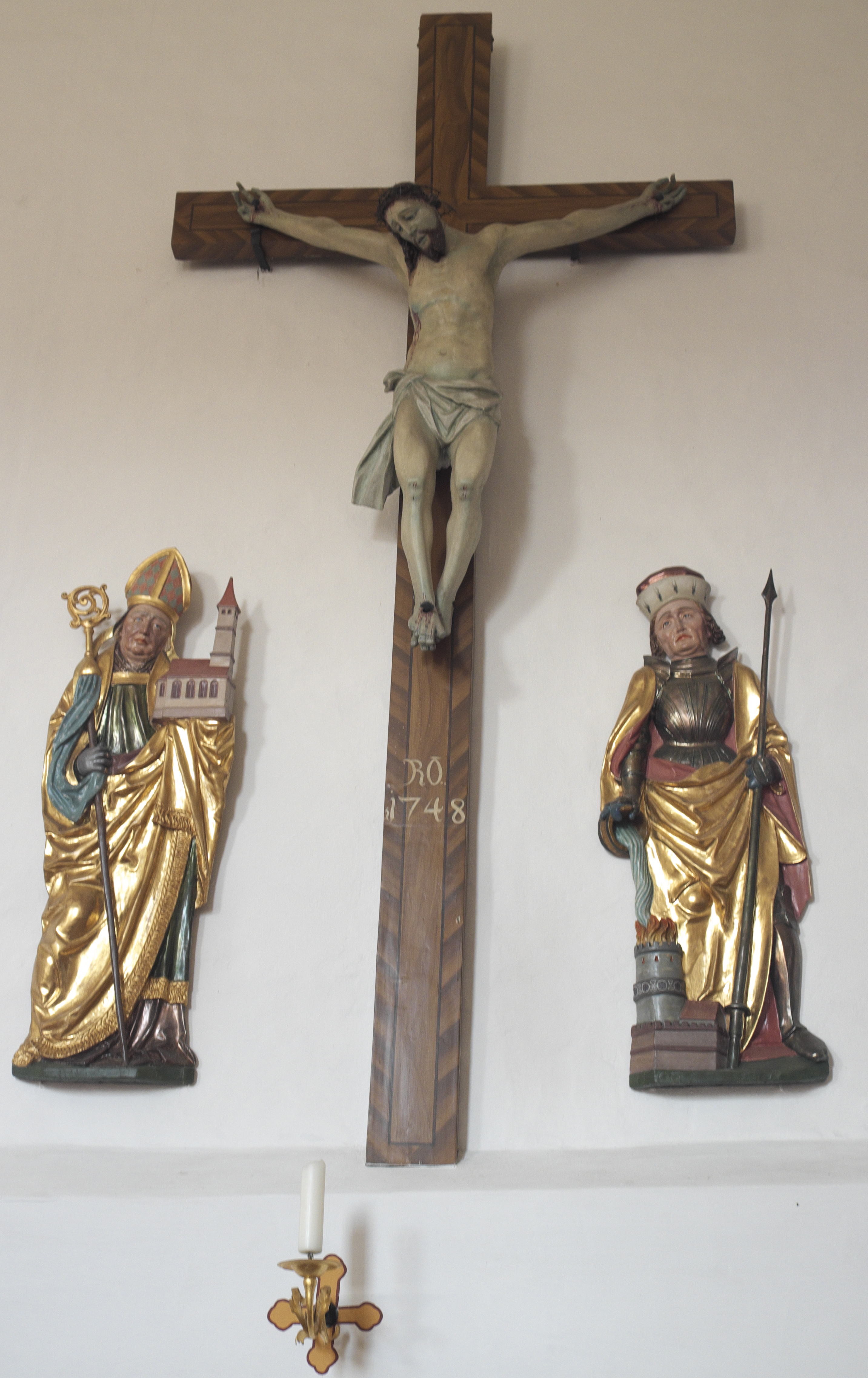
Barockes Kruzifix, heiliger Wolfgang (links), heiliger Florian (rechts)
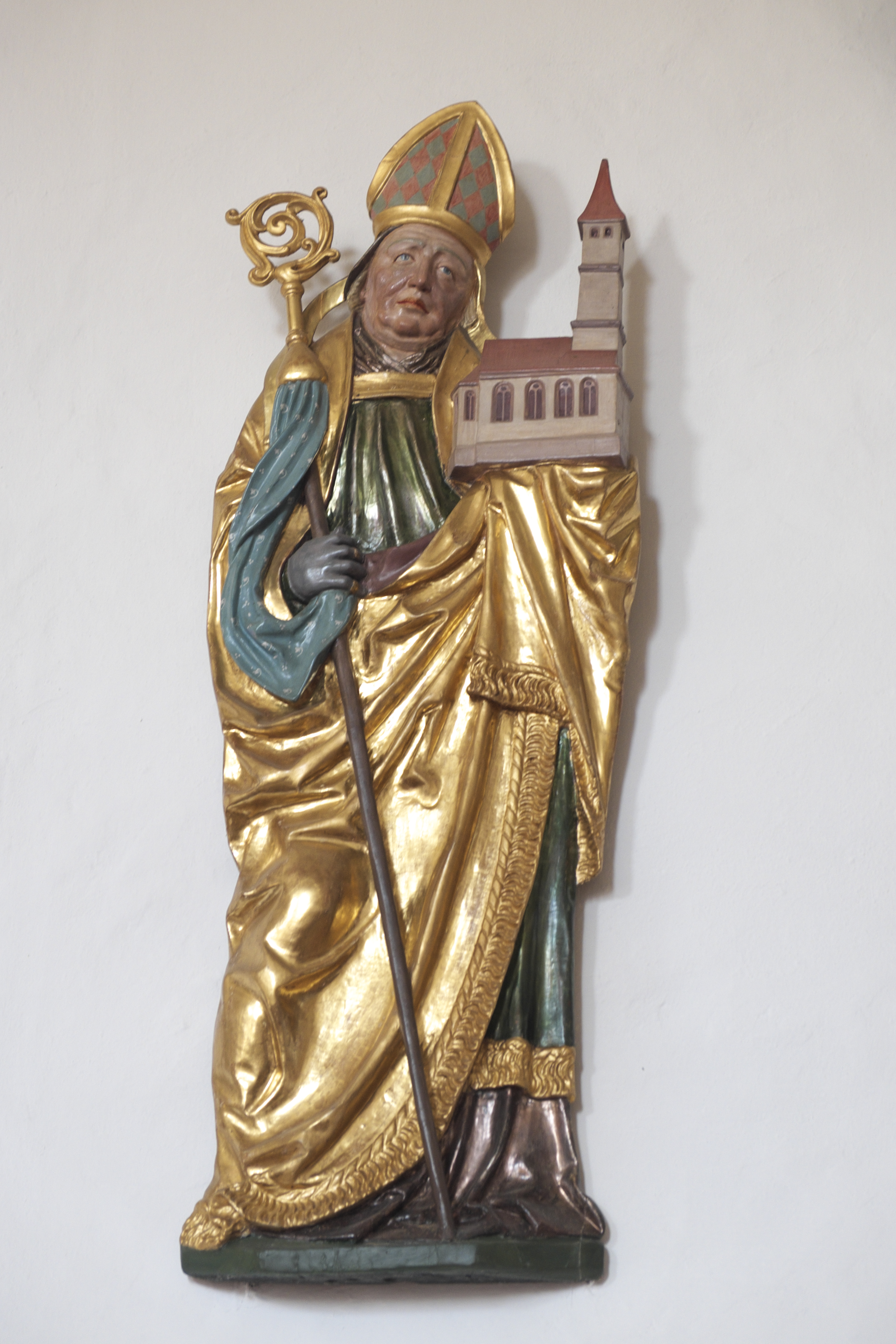
Heiliger Wolfgang
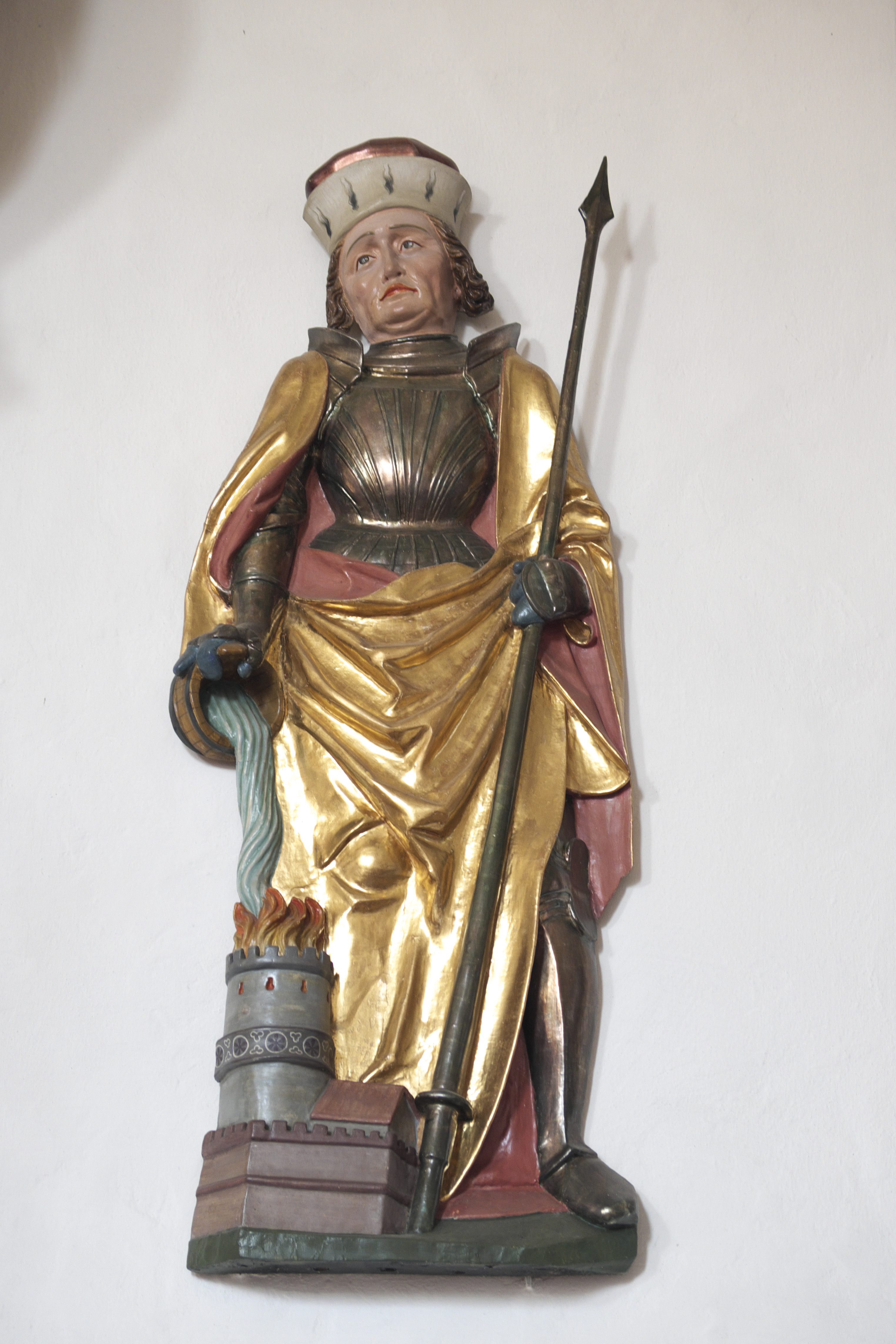
Heiliger Florian
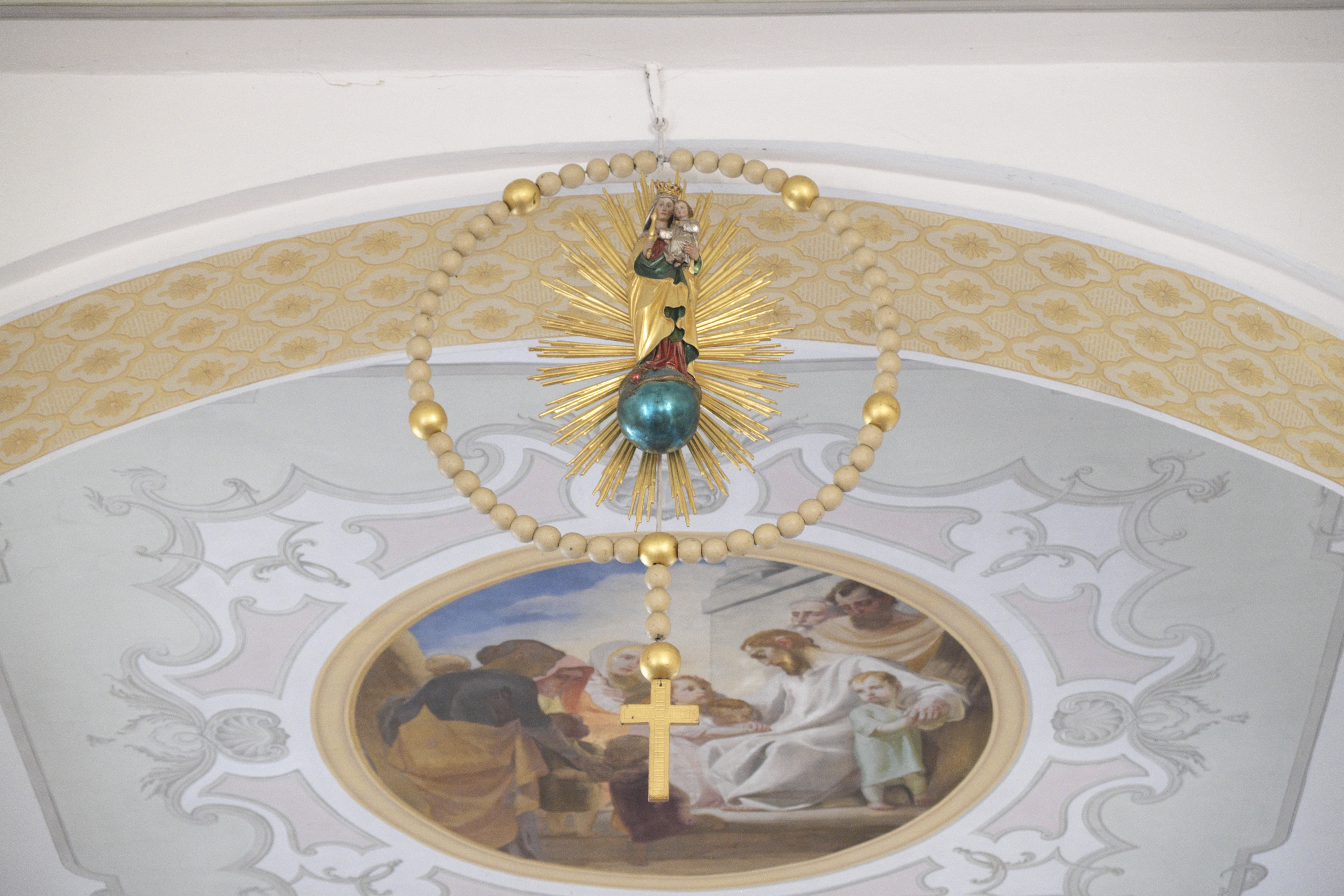
Rosenkranzmadonna
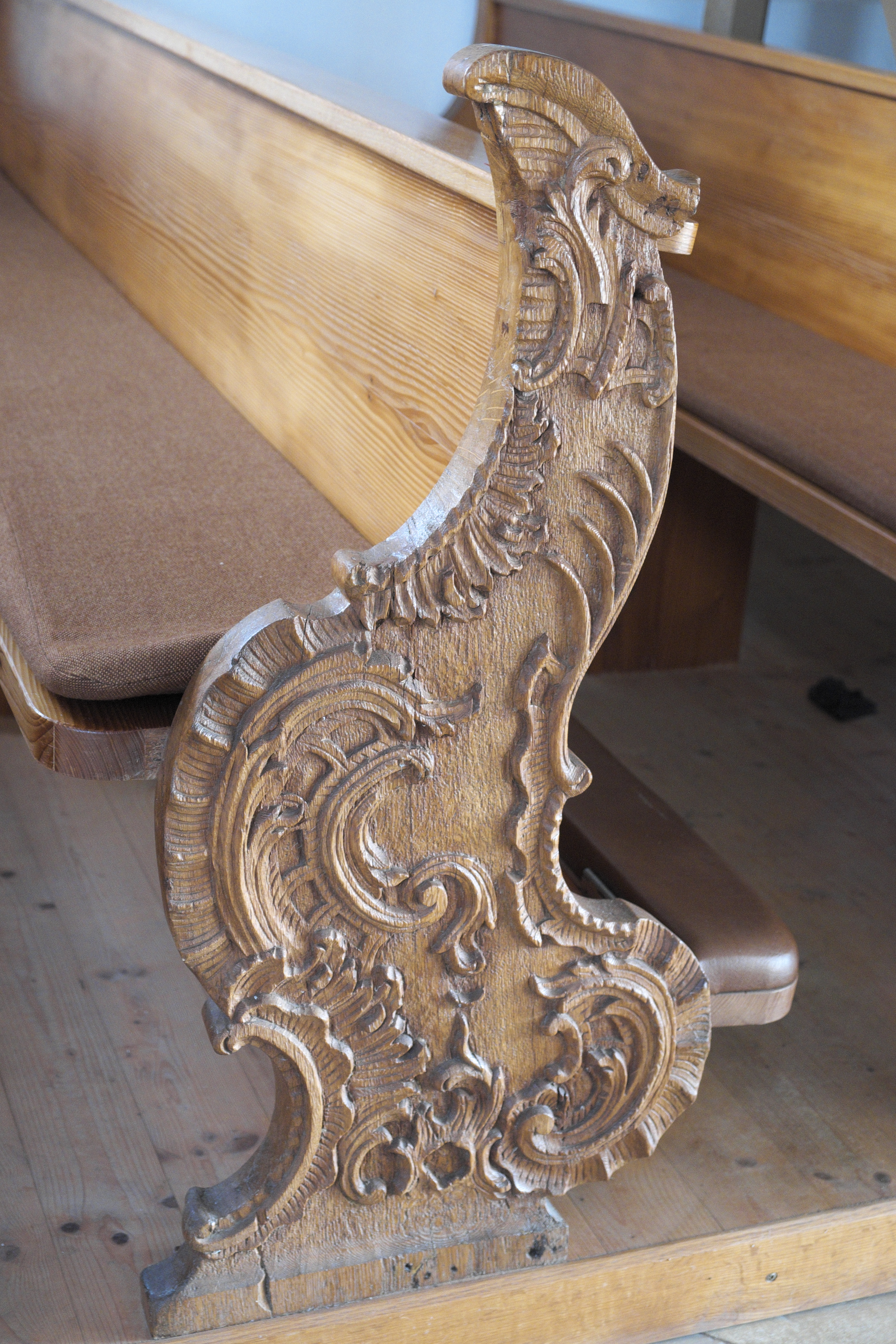
Kirchstuhlwange

### Orgel

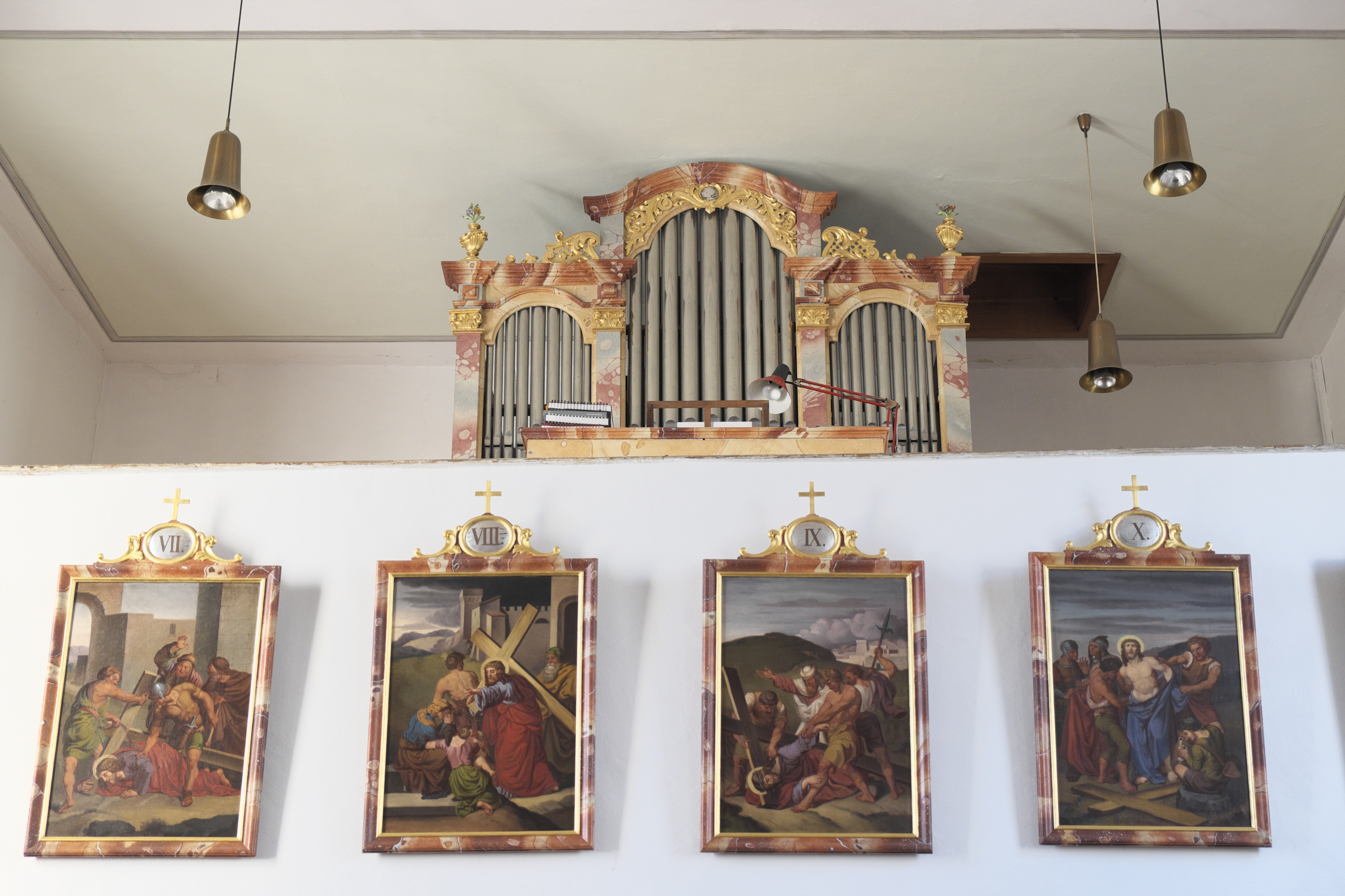
Orgelempore

Die Orgel wurde im Jahr 1904 von Ludwig Edenhofer junior aus Deggendorf geschaffen. Das Kegelladeninstrument mit pneumatischen Spiel- und Registertrakturen umfasst acht Register auf zwei Manualen und Pedal. Es ist in einem neobarocken Prospekt untergebracht und verfügt über einen freistehenden Spieltisch. Die Disposition lautet wie folgt:
| I Manual C–f3 |            |       |
| 1.            | Principal  | 8′    |
| 2.            | Gamba      | 8′    |
| 3.            | Octav      | 4′    |
| 4.            | Flöte      | 4′    |
| 5.            | Mixtur III | 2 ⁄3′ |

| II Manual C–f3 |                  |    |
| 6.             | Salicional       | 8′ |
| 7.             | Lieblich Gedeckt | 8′ |

| Pedal C–d1 |        |     |
| 8.         | Subbaß | 16′ |

- Koppeln: II/I, II/P, I/P